# Guajaja
José Ángel de la Cruz Tagle (distrito de Lima, 10 de julio de 1968), conocido por su nombre artístico Guajaja, es un cantante, percusionista y compositor peruano, que ha consolidado su carrera artística en la música criolla y afroperuana, en el cual ganó popularidad a partir de los años 1990.

## Biografía
Nació el 10 de julio de 1968 en el distrito de Lima, provincia homónima, bajo el nombre de José Ángel de la Cruz Tagle. Proveniente de una familia de raíces afroperuanas, vivió sus primeros años en Chorrillos, donde realizó sus estudios escolares en el Colegio 7039, en el cual comenzaría a mostrar su interés por la música, participando en las actividades artísticas de su centro educativo, desempeñándose como percusionista y bailarín.
En su adolescencia, de la Cruz se integró a diferentes agrupaciones musicales y años más tarde, emprende una carrera artística a la edad de los diecisiete años cuando se une a Perú Negro allá por el año 1986, en el cual participaría con el elenco en el Festival Cervantina de México. Tras separarse del grupo, comenzó a trabajar como artista ambulante en el distrito de Barranco, con lo mejor de la cultura afroperuana.
Ya para 1990, de la Cruz se unió con la banda Estampas Negras de Surco para algunos proyectos. Tiempo más tarde, de la Cruz haría su debut de manera oficial como cantante en el año 1992, bajo el nombre artístico de Guajaja, lanzando su tema debut  «Arroz con pato» y el segundo sencillo «A mi que chu», siendo en esta última donde obtuvo una gran aceptación en las emisoras locales de su país.Anteriormente, de la Cruz trabajó como director musical del concurso Buscando a la reina blanca de música negra, en la peña de la familia Poggis.[cita requerida]
Guajaja firmó con la disquera Sony Music Latin en el año 1997 para la elaboración de sus nuevos materiales y en 2000, alcanzó al estrellato siendo el intérprete del tema musical «Saca roncha», en el cual obtuvo el Disco de Oro. Tras el éxito de su obra maestra, Guajaja comenzaría a ser invitado a diferentes programas de televisión de la época.[cita requerida]
En el año 2008, obtuvo un reconocimiento por parte de los Premios Apdayc en la categoría Ritmo fusión y comenzó a realizar giras musicales por países de Sudamérica como Bolivia y el continente asiático. Al año siguiente, Guajaja recibió el galardón del International Business Awards, por su aporte a la música afroperuana, además de contar con una amplia trayectoria artística. Seguidamente, lanzó sus nuevos trabajos musicales «Chacombo» y la versión salsa de «Fina estampa», en el cual fueron presentados en el extinto canal musical Ritmoson Latino.
Prestó su colaboración con el cantante criollo Kike Bracamonte para la elaboración del álbum Amor peruano, volviendo a interpretar el sencillo «Chacombo» a dúoe interpretó el tema «Nadie como tú» en 2011.
Guajaja lanza su nuevo sencillo Guajaja ¡hey, vamos a bailar! en 2012, en el cual contó con sus nuevas composiciones. Previo a ello, colaboró con el debutante artista Franz Ponce para el sencillo Me muero por confesarte en 2011, de la mano de Negro Music Productions. Tiempo más tarde, colaboró con Pepe Vásquez y Marco Romero para el álbum Navidad criolla ese año y tuvo una participación especial en la película peruana La herencia en 2015, interpretándose a sí mismo, además de colaborar con la banda sonora del largometraje cómico.
Lanzó su tema homenaje «Mami como te quiero» en 2018, siendo presentado en la emisora Radio Nacional.En ese mismo año, volvió a trabajar con Romero para el tema musical de la Selección Peruana durante su participación en la Copa Mundial de Fútbol de Rusia, contando con la presencia de la banda de cumbia peruana Orquesta Candela.
En el año 2022, colaboró con el cantante roquero Arturo Barrientos para el álbum Rock de mi tierra, además de contar con otros cantantes como Dina Páucar, Koky Bonilla, Amanda Portales, Rossy War, Jaime Cuadra, Patricio Suárez-Vértiz, Homero, Ana Kohler, Pelo d'Ambrosio y Diosdado Gaitán Castro.

## Discografía

### Álbumes
- 1992: Arroz con pato
- 1998: Saca roncha
- 2003: Mueve tus caderas
- 2011: Nadie como tú
- 2012: Guajaja ¡hey, vamos a bailar!
- 2017: Saca roncha

### LP
- 2018: Te doy like

## Premios y nominaciones
| Año  | Premios                       | Categoría               | Resultado | Ref.  |
| ---- | ----------------------------- | ----------------------- | --------- | ----- |
| 2008 | Premios Apdayc                | «Ritmo fusión»          | Ganador   | [ 5 ] |
| 2009 | International Business Awards | Reconocimiento de honor | Ganador   | [ 6 ] |